# Frans Hasselaar
François Bernardus Marinus (Frans) Hasselaar (Amsterdam, 17 januari 1885 – Bussum, 23 mei 1950) was een Nederlands organist.

## Persoonlijk
Hij is zoon van organist Marinus François Hasselaar en Charlotte Gijsbertha Kranius. Het gezin woonde enige tijd in De Pijp. Broer Bernard Hasselaar (1885-1942) was pianostemmer en –handelaar, maar bouwde ook wel orgels. Zuster Jacoba Hasselaar was kortstondig sopraan. Hijzelf huwde met de Theodora Adriana de Koster (1887-1978), die een opleiding tot pianiste had gevolgd aan het conservatorium. De tekenaar Felicien Bobeldijk heeft Frans Hasselaar ooit geportretteerd. Het echtpaar ligt begraven op de Algemene en Nieuwe RK Begraafplaats in Bussum; hun zerk vermeldt: Looft hem met snarenspel en orgel (psalm 150 vers 4). Zoon Johannes Marinus Hasselaar (1917-1992) was van 1973 tot 1983 namens de Nederlandse Hervormde Kerk hoogleraar aan de theologische faculteit van Rijksuniversiteit Utrecht, vanaf 1964 was hij al wetenschappelijk hoofdmedewerker systematische theologie aan diezelfde instelling.

## Muziek
Hij kreeg zijn muziekopleiding eerst van zijn vader Marinus François Hasselaar. Daarna studeerde hij enige tijd aan het Conservatorium van Amsterdam, met name de gebieden orgel en compositieleer. Onder zijn docenten bevonden zich Albert Pomper, J.B. de Pauw, Daniel de Lange, Bernard Zweers en Jacques Hartog. Hij werd muziekleraar en organist van de Koepelkerk in Amsterdam. Als organist trad hij echt in het gehele land op, waarbij hij regelmatig achter de orgels zat van de Oude en Nieuwe Kerk in Amsterdam. Daarnaast was hij dirigent van zangverenigingen Excelsior uit Weesp en Valerius (1910-1917) uit Amsterdam. Hij schreef voorts in 1906 en 1907 artikelen voor het blad Het orgel over programmamuziek en recenseerde hij andermans orgelconcerten. In 1927 werd hij organist van de Westerkerk te Amsterdam; hij werd na zijn overlijden opgevolgd door George Stam. Hij was docent aan het Blindeninstituut in Amsterdam en Bussum.
Van zijn hand verscheen ook een aantal werken:
- Koraalbewerkingen voor orgel, een sonate voor orgel en een dubbelfuga voor orgel
- Liederen met pianobegeleiding op teksten van onder meer Kloos, Van Eeden en Boutens
- Twee liederen voor sopraan en piano
- Evangelisch gezang 13, in cantatevorm
- Gebed op tekst van Bilderdijk voor alt en orgel
- een album met muziek van Felix Mendelssohn Bartholdy voor harmonium.

- Biografisch Portaal: 82880724
- Nederlandse Thesaurus van Auteursnamen: 071334025
- Virtual International Authority File: 291789722